# 味美二子山古墳

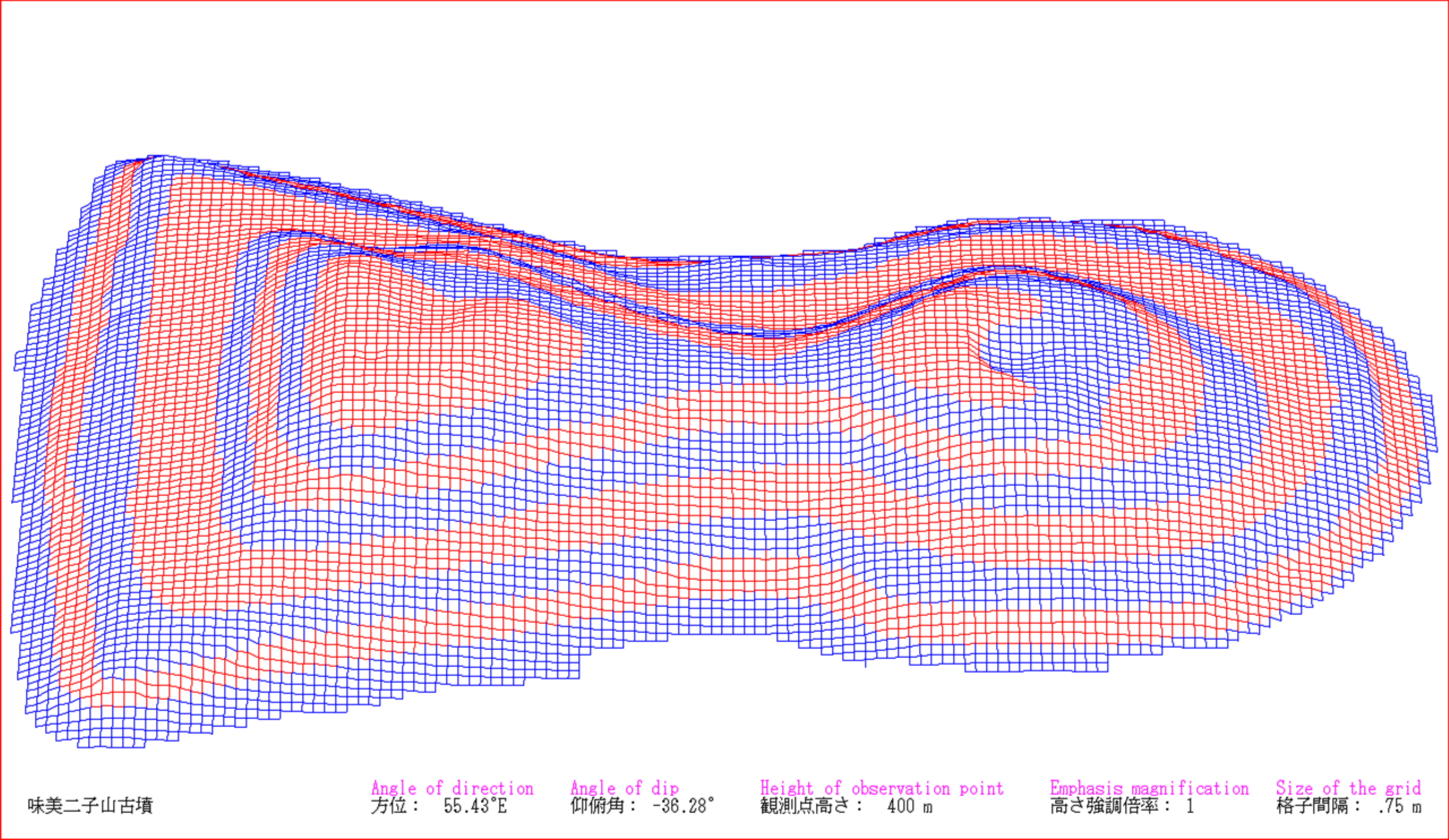
3DCGで描画した味美二子山古墳

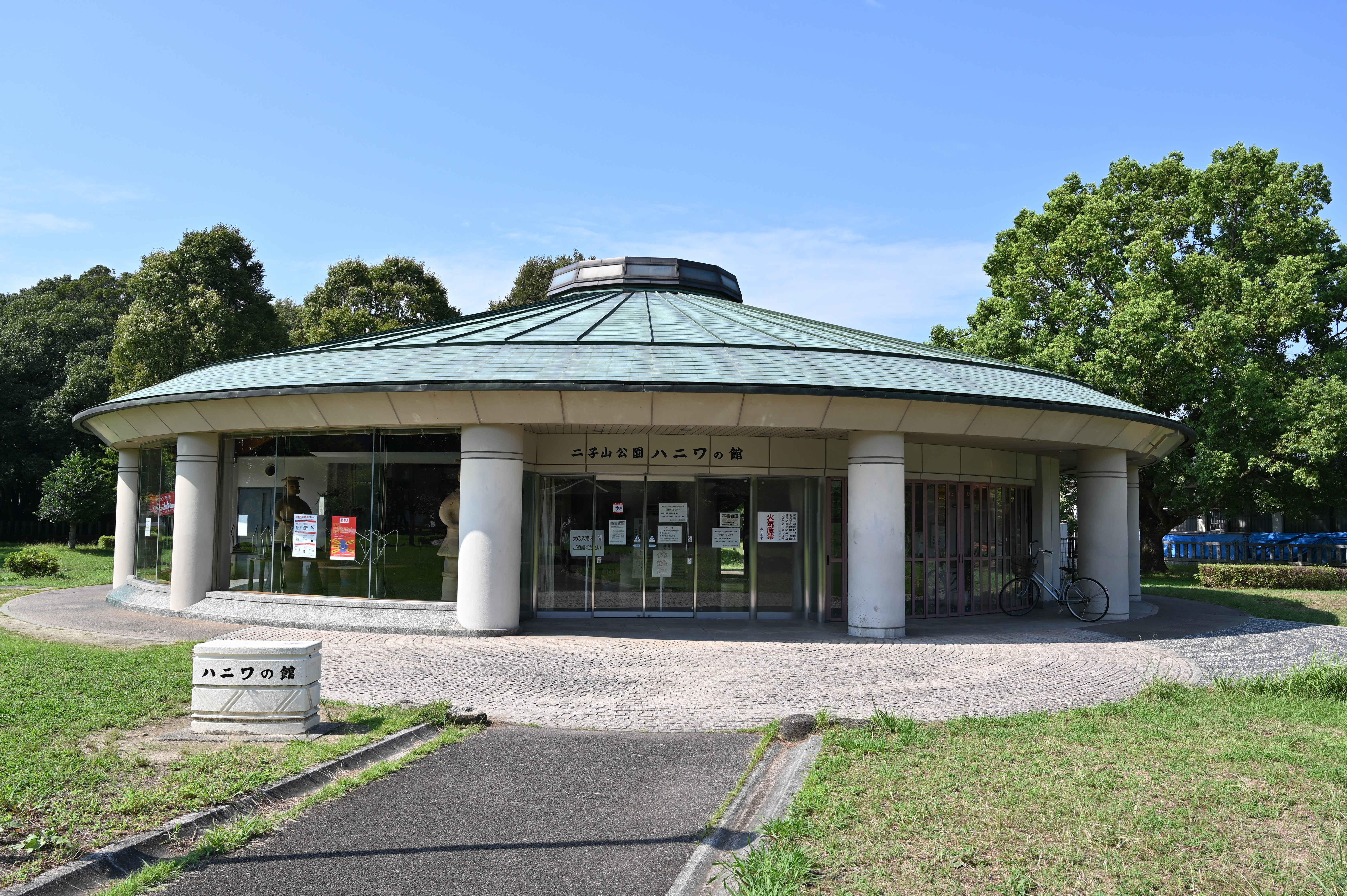
ハニワの館

味美二子山古墳（あじよしふたごやまこふん）は、愛知県春日井市二子町にある古墳。味美古墳群の一つ。周辺は二子山公園として整備されている。

## 概要

### 古墳の構造
前方部主軸を北西30°に向けた前方後円墳で墳丘は全長96mの2段構築となっており、北東側に造出の存在が確認されているほか、墳丘を取り囲む盾型の周濠を持つ。同古墳には隣接して味美白山神社古墳と御旅所古墳があり、500mほど北西にある味美春日山古墳などとともに、味美古墳群を形成している。なお、主体部（埋葬施設）は不明だが、後述する複数の調査から築造時期は6世紀初頭とみられている。

### 近代以降
明治末期に大規模な盗掘があったほか、「東春日井郡誌」編纂のために墳頂部の発掘調査が行なわれたとの記録がある。1935年（昭和10年）の調査記録では後円部に直径4 - 5mの窪みが確認されているが詳細は不明。翌1936年（昭和11年）国の史跡に指定された。
1967年（昭和42年）には航空自衛隊の練習機が周濠内に墜落し、後円部からくびれ部にかけて機体の破片が散乱した。この事故に伴う復旧工事で誤って造出の一部が取り壊された際に、形象埴輪（馬形・人物・水鳥形）および円筒埴輪片が出土しており、一部は春日井市教育委員会が収蔵している。なお、この事故以前には周濠には水が溜まっていたが、復旧工事の際に周濠底部をさらったところ水が溜まらなくなってしまった。ただし、築造当初から水が溜まるように造られていたのかに付いては判明していない。
1991年（平成3年）以降、二子山公園の整備に伴う古墳周辺の発掘調査が複数回行なわれており多数の出土品があった。公園内には出土品を展示する施設「ハニワの館」が置かれ、毎年10月には市が主催する「ハニワまつり」が開催される。

## 出土品

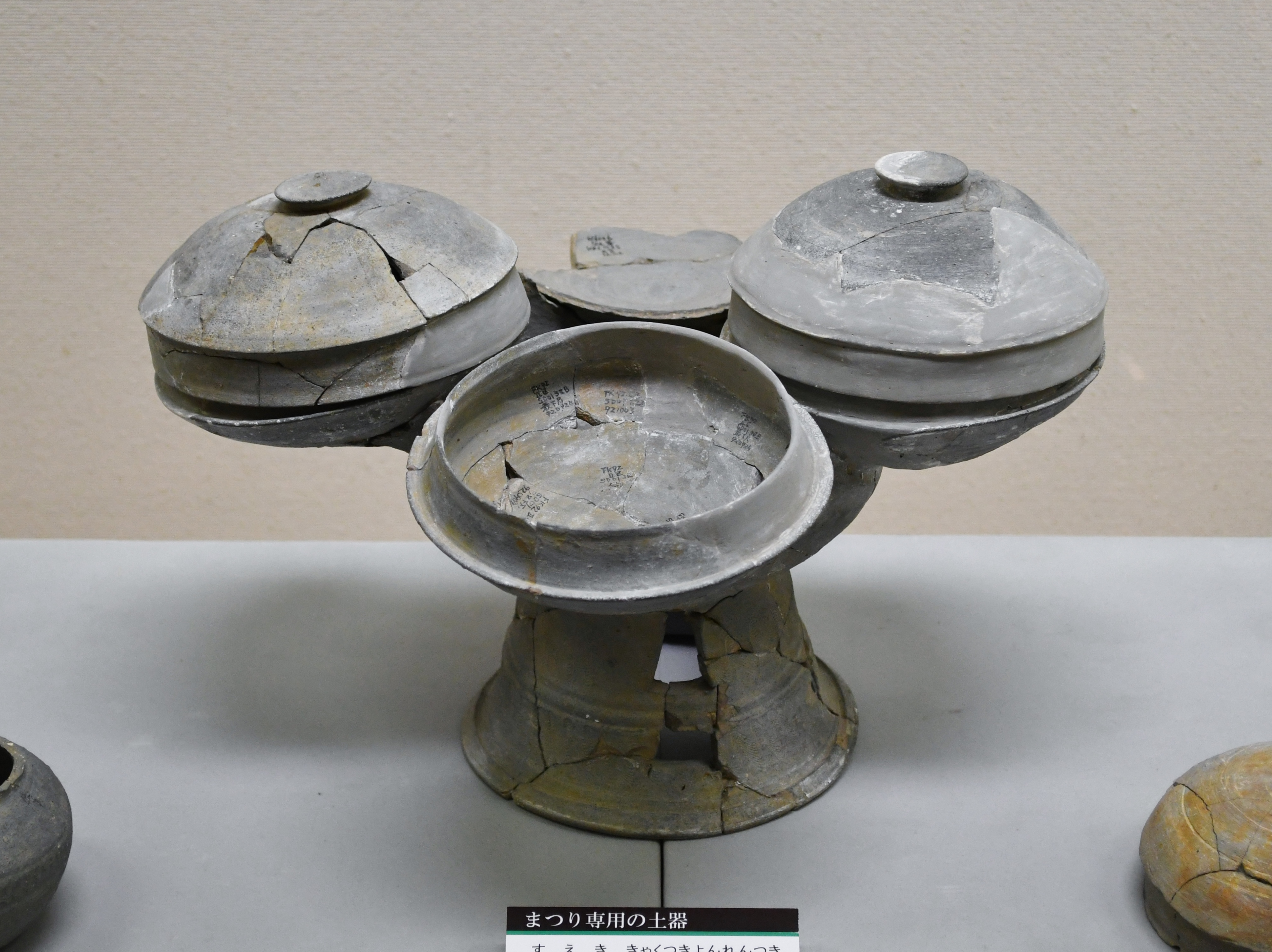
須恵器 脚付四連坏春日井市教育委員会蔵、野洲市歴史民俗博物館企画展示時に撮影。

史跡公園整備にともなう発掘調査により周濠の外側に幅3.5メートル、深さ0.6メートル程度の溝が検出された。ここからも各種の形象埴輪や円筒埴輪・須恵器などが出土している。土の分析の結果、これらの埴輪は同古墳から8キロメートルほど離れた同じく春日井市の東山町にある下原古窯跡群で作られたと推定されている。なお、当古墳出土品の一部は「ハニワの館」で展示されているほか、一部は春日井市立中央公民館の民俗考古展示室にもある。

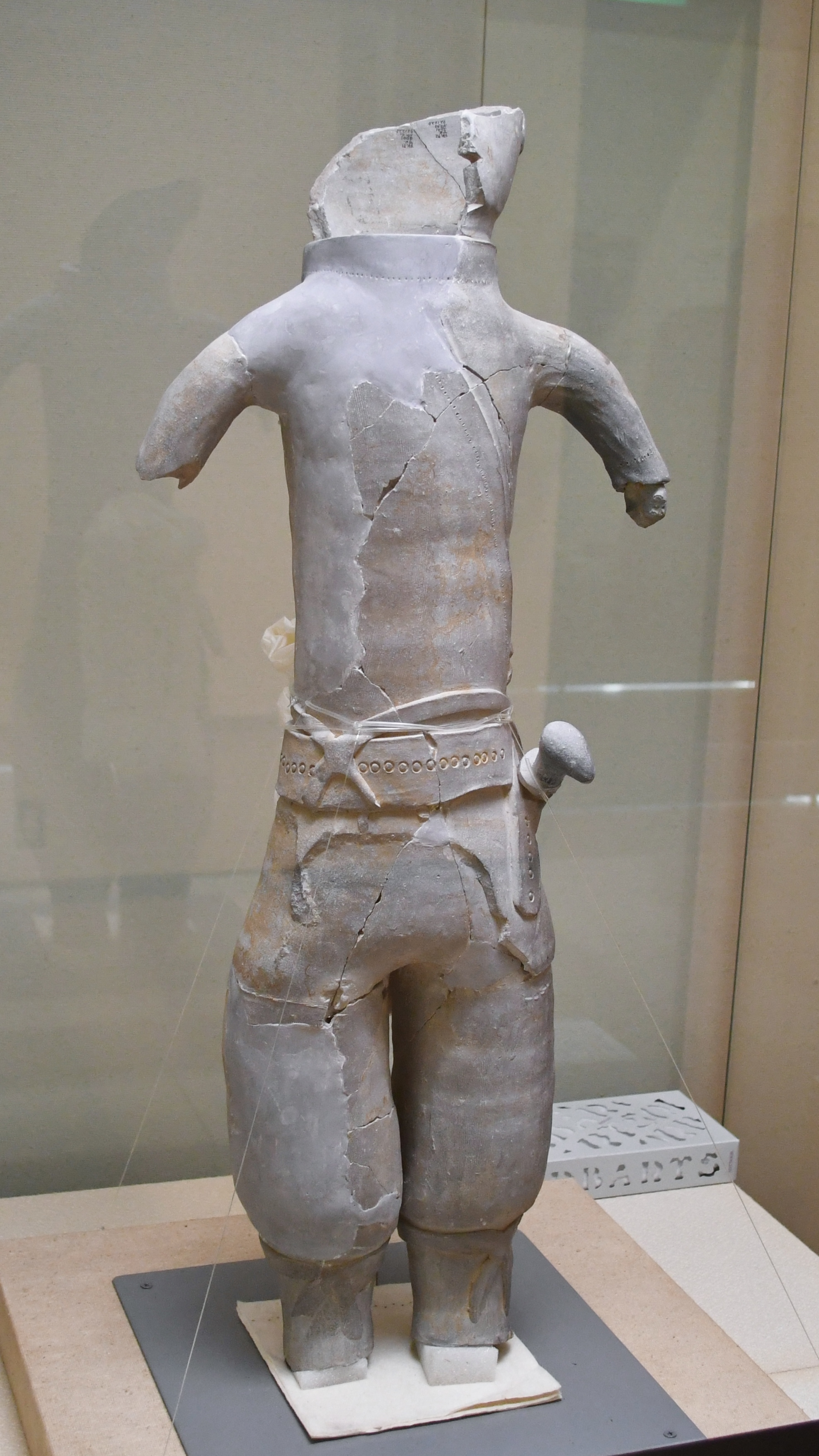
人物埴輪 春日井市教育委員会蔵、野洲市歴史民俗博物館企画展示時に撮影。
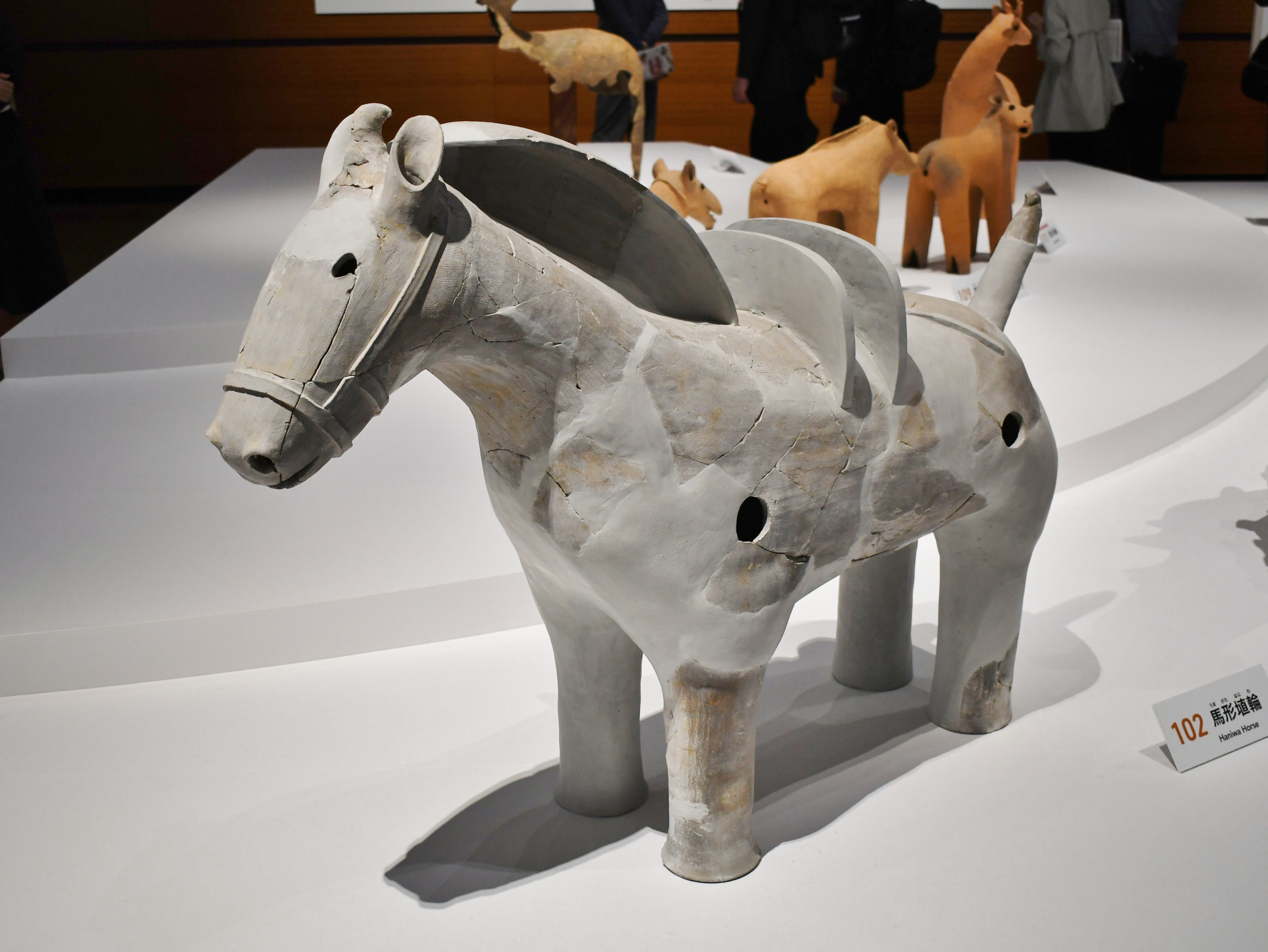
馬形埴輪 春日井市教育委員会蔵、九州国立博物館特別展示時に撮影。
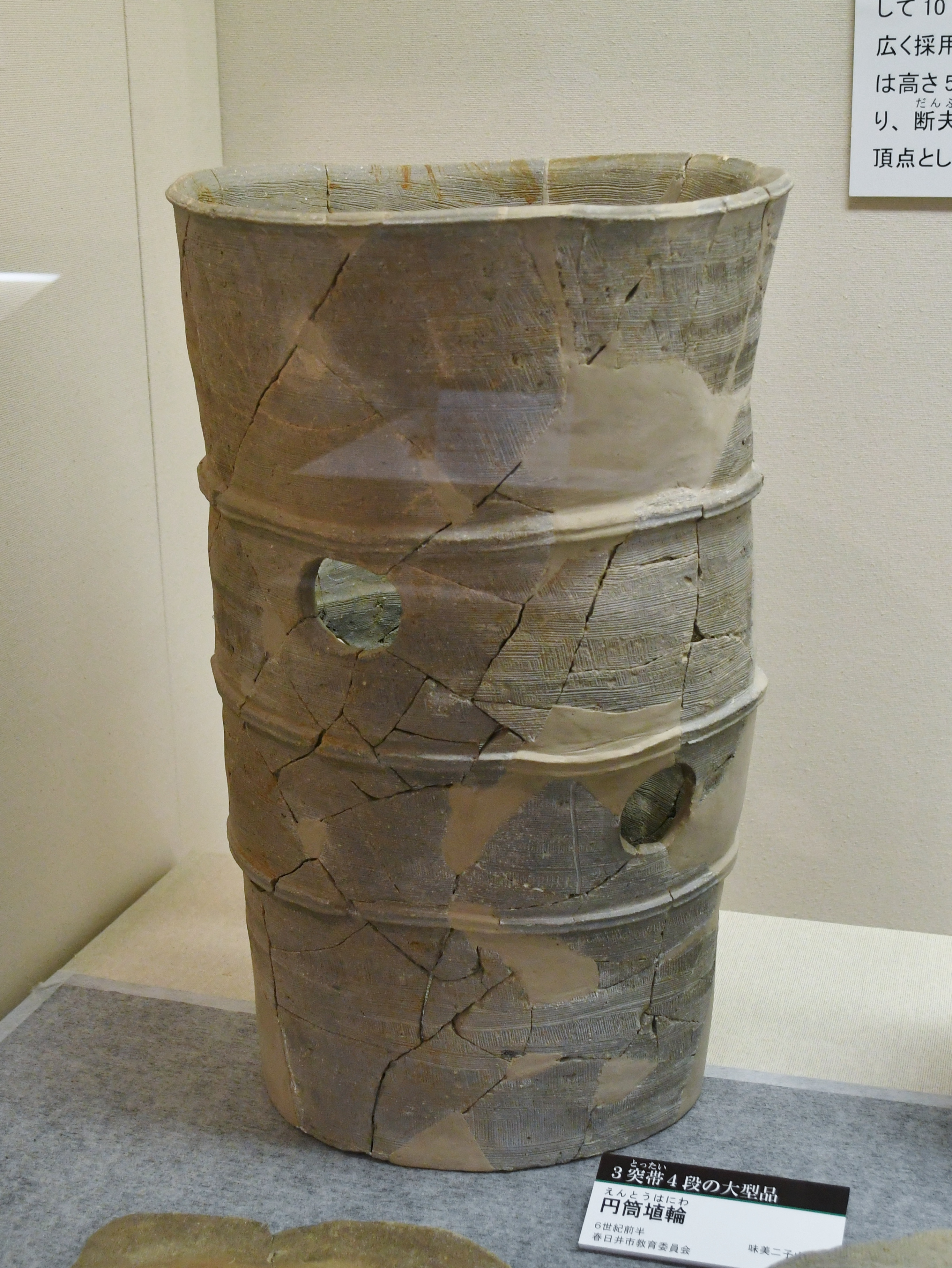
円筒埴輪 春日井市教育委員会蔵、野洲市歴史民俗博物館企画展示時に撮影。

## ギャラリー

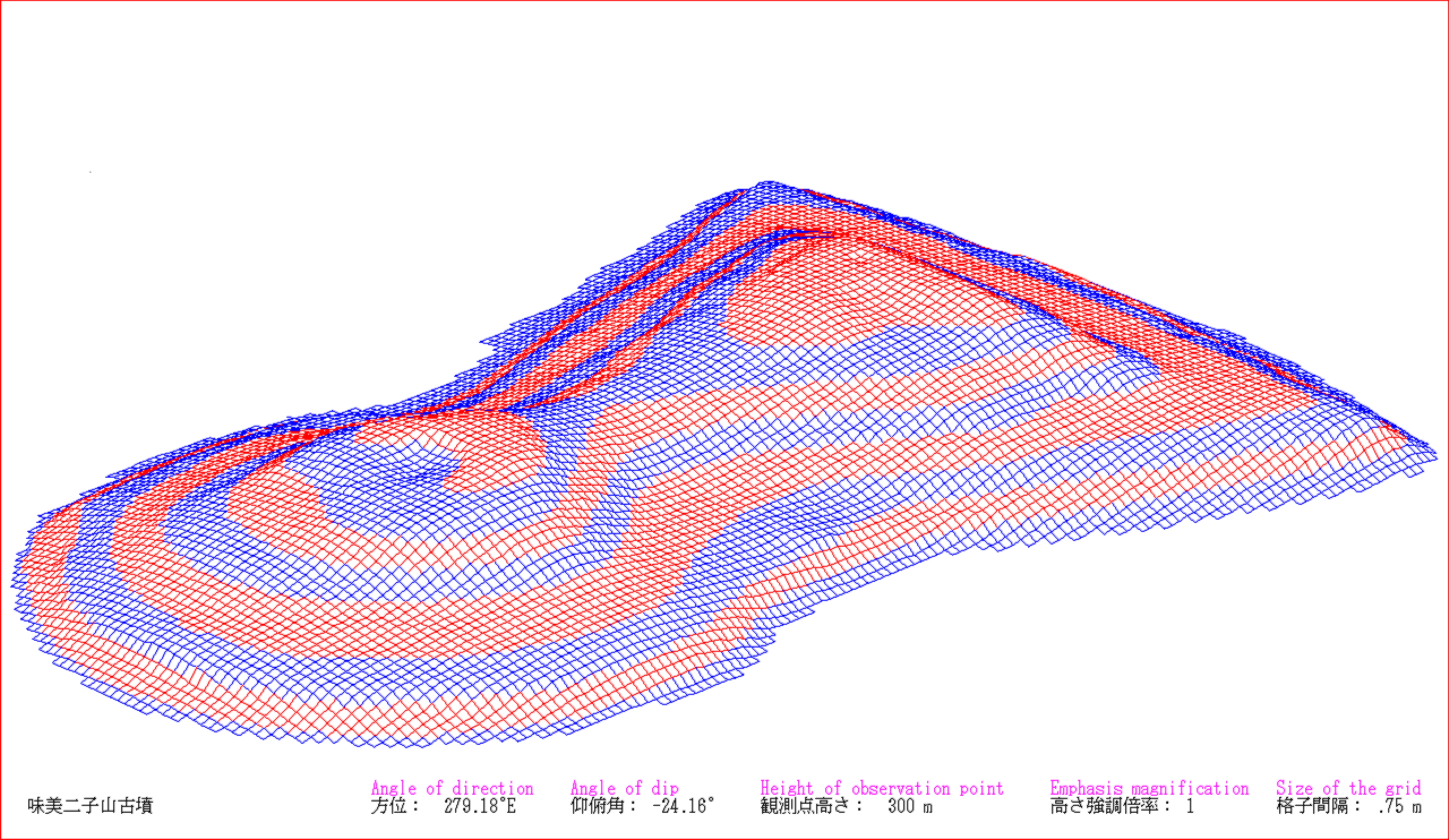
3DCGで描画。東側から見る
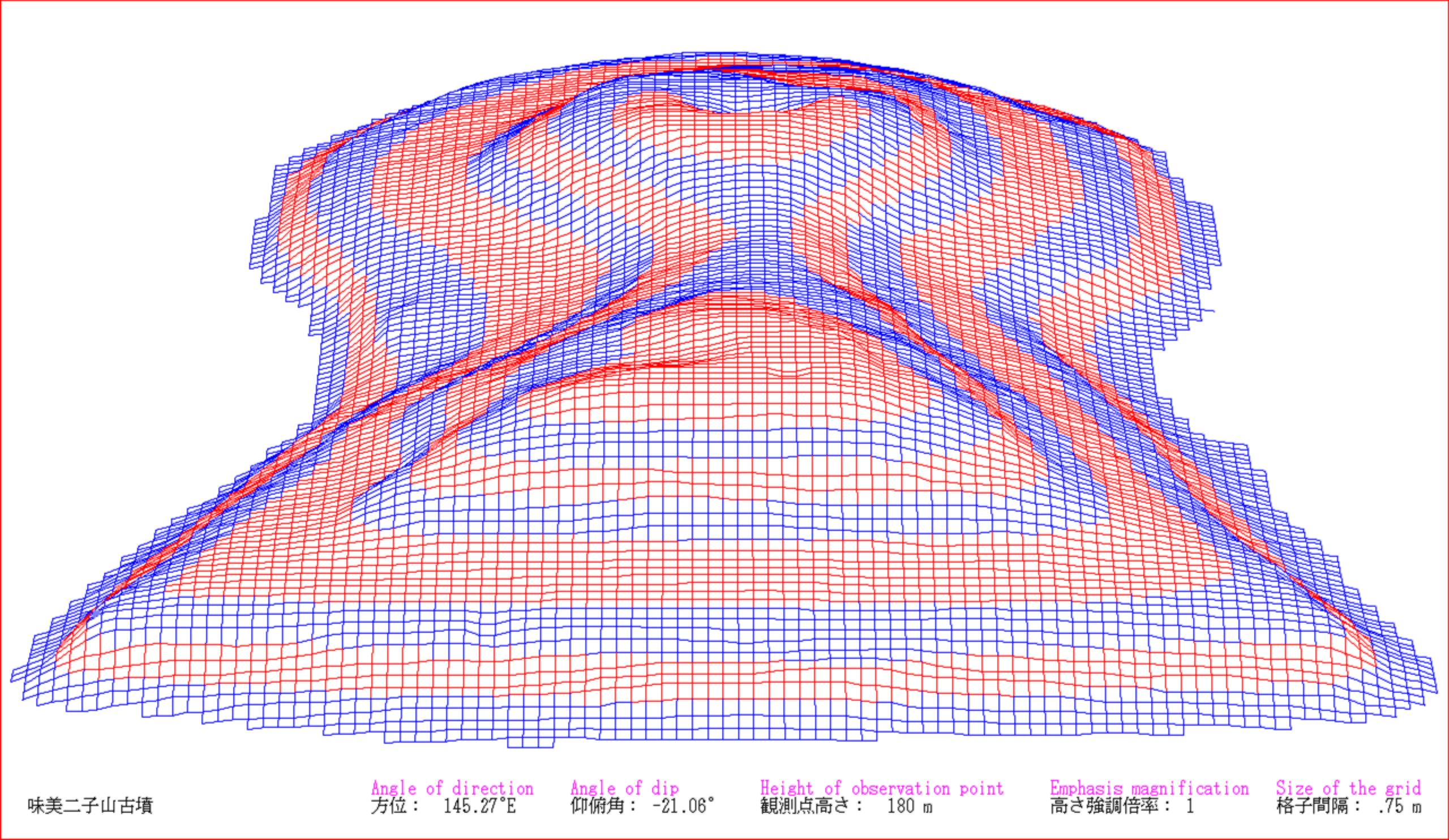
3DCGで描画。前方部正面から見る
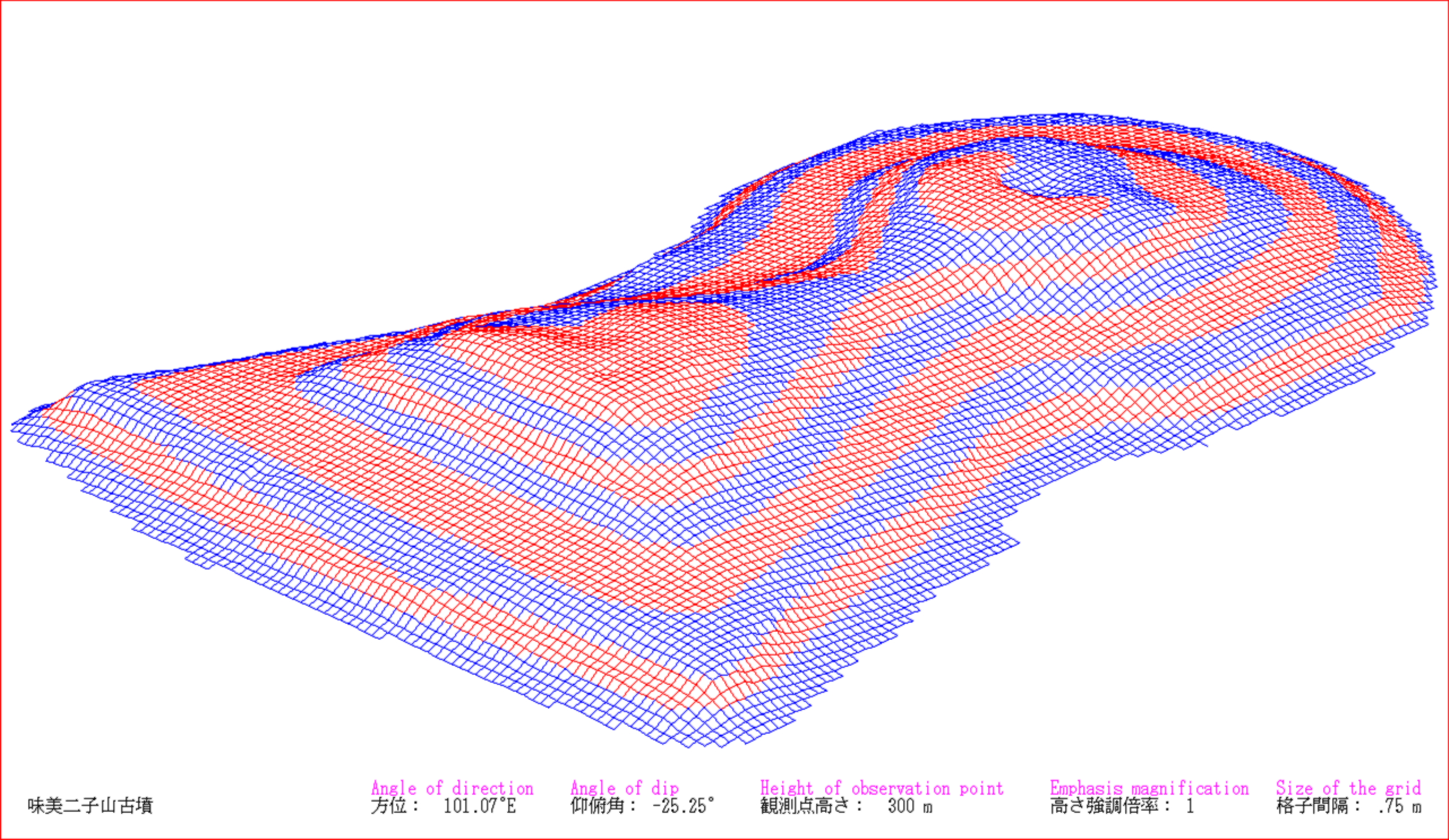
3DCGで描画。西側から見る
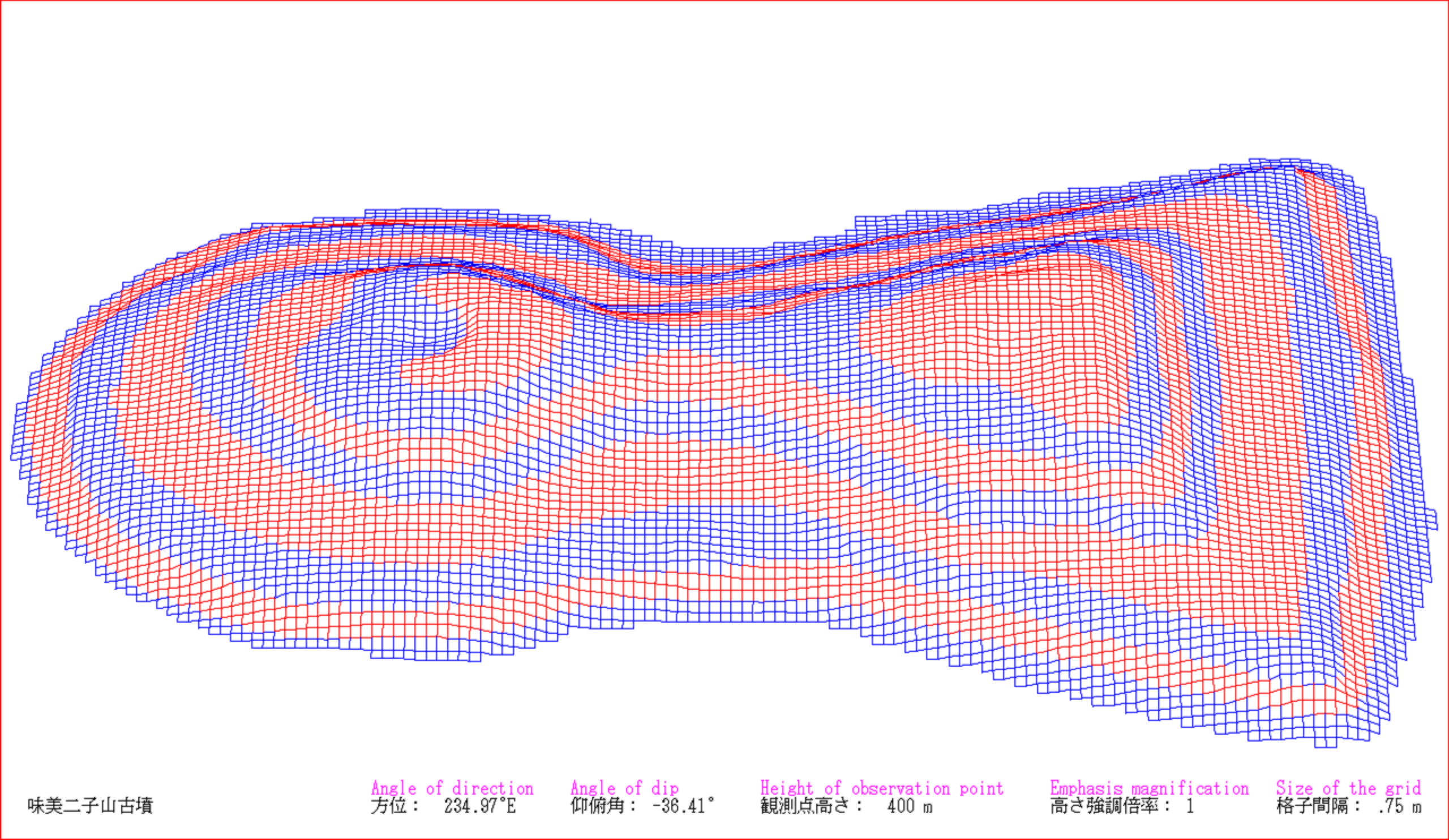
3DCGで描画。北東側から見る
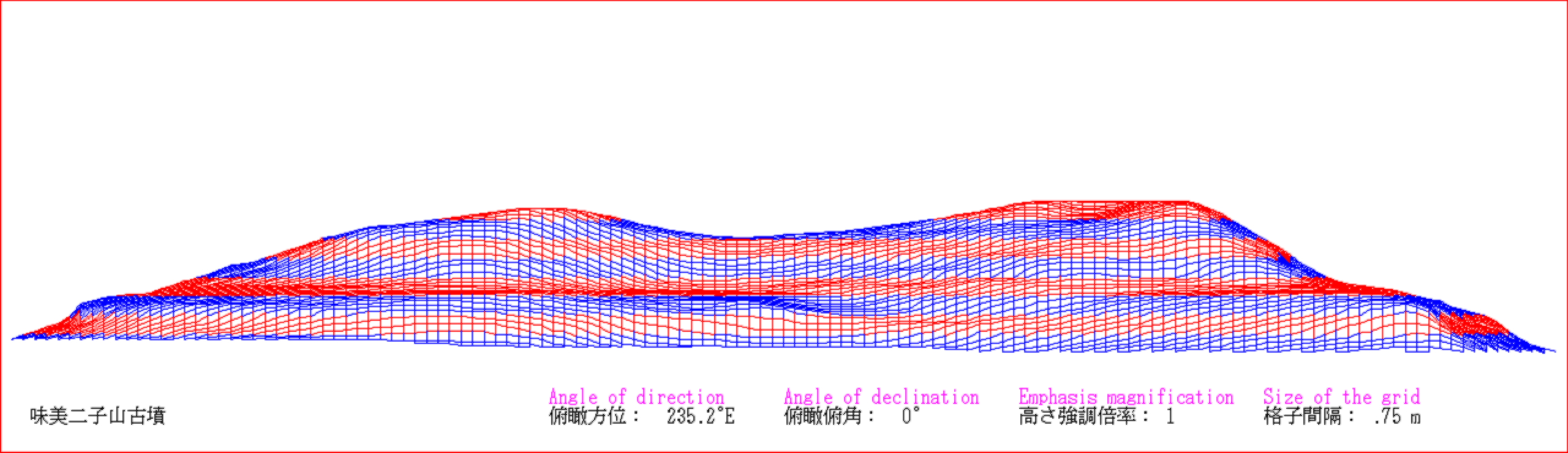
3DCGで描画。真横から見る

## アクセス
- JR東海交通事業城北線 味美駅より徒歩で約10分。
- かすがいシティバス「二子山公園」停留所下車、徒歩ですぐ。